# Нанти
Нанти (Pucapucari, «Cogapacori», «Kogapakori», Nanti) — аравакский язык, на котором говорят в ряде населённых пунктов, которые расположены на истоках рек Камисеа и Тимпия в Перу. Относится к ветви кампа аравакской семьи языков и наиболее тесно связан с языком мачигенга, с которым есть взаимопонятность.
Язык нанти иногда называется как когапакори (кугапакори), что для носителей языка является уничижительным термином, что в переводе означает «лицо, склонное к насилию».